# Magdalena Fjällström
Magdalena „Monne“ Fjällström (* 12. Januar 1995) ist eine ehemalige schwedische Skirennläuferin. Sie gewann die Goldmedaille in der Super-Kombination bei den Olympischen Jugend-Winterspielen 2012, feierte im November 2012 ihren ersten Europacupsieg und startete seit dem Winter 2012/2013 im Weltcup.

## Biografie
Fjällström, die aus Tärnaby stammt, stand im Alter von drei Jahren erstmals auf Skiern. Sie feierte Siege bei schwedischen Jugendwettbewerben und nahm im November 2010 erstmals an FIS-Rennen teil, bei denen sie von Beginn an vordere Platzierungen erreichte. Nachdem sie beim European Youth Olympic Festival 2011 in Liberec ohne Ergebnis geblieben war, gewann sie bei den ersten Olympischen Jugend-Winterspielen 2012 in Innsbruck die Goldmedaille in der Super-Kombination. Im Europacup startete Fjällström seit der Saison 2011/12. Nach mehreren Top-10-Platzierungen feierte sie am 27. November 2012, zu Beginn der Saison 2012/13, im Slalom von Vemdalen ihren ersten Sieg. Einen Monat zuvor war sie im Riesenslalom von Sölden erstmals im Weltcup gestartet. Bei den Juniorenweltmeisterschaften 2013 gewann sie die Goldmedaille im Slalom.
Die ersten Weltcuppunkte holte Fjällström am 17. Dezember 2013 mit Platz 29 im Slalom von Courchevel. Beim Slalomtraining in Saas-Fee erlitt sie am 16. September 2014 einen Kreuzbandriss am linken Knie, woraufhin sie die gesamte Saison 2014/15 pausieren musste. Nach einer einjährigen Pause startete sie wieder im Weltcup, musste die Saison 2015/16 jedoch bereits nach einem Monat erneut verletzungsbedingt abbrechen. Im Winter 2016/17 kam sie im Europacup zum Einsatz, wobei sie nur zweimal unter die besten zehn fuhr. Besser lief es in der Europacupsaison 2017/18 mit einem Sieg und zwei weiteren Podestplätzen.
Im Winter 2018/19 nahm Fjällström wieder regelmäßig an Weltcuprennen teil, wobei ein 16. Platz ihr bestes Ergebnis war. Zum Abschluss der Saison 2019/20 gelang ihr mit Platz 10 im Slalom von Kranjska Gora das beste Weltcupergebnis der Karriere. Doch im Mai 2020 wurde bei ihr ein Knorpelschaden im Knie diagnostiziert, worauf sie fast eineinhalb Jahre pausieren musste. Das erneute Comeback verlief enttäuschend: In allen fünf Weltcuprennen, zu denen sie antrat, erzielte sie kein einziges zählbares Ergebnis, worauf sie am 17. Januar 2022 über Instagram ihr Karriereende bekanntgab. Als Grund gab sie fehlende Motivation an. Außerdem kritisierte sie heftig den schwedischen Skiverband, der ihr keinerlei Unterstützung angeboten habe.

## Erfolge

### Weltmeisterschaften
- Åre 2019: 30. Riesenslalom

### Weltcup
- 1 Platzierung unter den besten zehn

### Weltcupwertungen
| Saison  | Gesamt | Gesamt | Riesenslalom | Riesenslalom | Slalom | Slalom | Kombination | Kombination | Parallel | Parallel |
| Saison  | Platz  | Punkte | Platz        | Punkte       | Platz  | Punkte | Platz       | Punkte      | Platz    | Punkte   |
| ------- | ------ | ------ | ------------ | ------------ | ------ | ------ | ----------- | ----------- | -------- | -------- |
| 2013/14 | 77.    | 45     | –            | –            | 27.    | 44     | 30.         | 1           | –        | –        |
| 2018/19 | 76.    | 55     | 52.          | 6            | 32.    | 49     | –           | –           | –        | –        |
| 2019/20 | 52.    | 114    | 34.          | 23           | 17.    | 81     | –           | –           | 34.      | 10       |

### Europacup
- Saison 2012/13: 3. Slalomwertung
- Saison 2013/14: 5. Slalomwertung
- Saison 2017/18: 8. Gesamtwertung, 5. Riesenslalomwertung, 5. Slalomwertung
- Saison 2018/19: 7. Riesenslalomwertung
- 9 Podestplätze, davon 3 Siege:

| Datum             | Ort         | Land        | Disziplin |
| ----------------- | ----------- | ----------- | --------- |
| 27. November 2012 | Vemdalen    | Schweden    | Slalom    |
| 20. Februar 2014  | Bad Wiessee | Deutschland | Slalom    |
| 13. Januar 2018   | Zell am See | Österreich  | Slalom    |

### Olympische Jugend-Winterspiele
- Innsbruck 2012: 1. Super-Kombination, 5. Riesenslalom, 6. Super-G

### Juniorenweltmeisterschaften
- Crans-Montana 2011: 26. Super-G
- Roccaraso 2012: 14. Slalom, 41. Riesenslalom
- Québec 2013: 1. Slalom, 4. Kombination, 17. Riesenslalom, 28. Abfahrt, 33. Super-G

### Weitere Erfolge
- 1 schwedischer Meistertitel (Riesenslalom 2018)
- 23 Siege in FIS-Rennen